# غرفيلد (كامبريدجشير)
غرفيلد (بالإنجليزية: Gorefield)‏ هي قرية و أبرشية مدنية تقع في المملكة المتحدة في إنجلترا. يقدر عدد سكانها بـ 1,064 نسمة .